# Beilschmiedia
Beilschmiedia es un género de árboles y arbustos en la familia Lauraceae. 

## Hábitat
La mayoría de las  especies crecen en clima tropical pero pocas son nativas de regiones templadas, se distribuyen por Asia tropical, África, Australia, Nueva Zelanda, América Central, el Caribe y Sudamérica tan al sur como Chile, donde se dan los endémicos bellotos del norte —que se diferencia del peumo, por la nervaduras de las hojas que son marcadamente reticuladas en las dos caras de la hoja, mientras que en el peumo es poco notoria— y del sur. Estas dos especies chilenas son las más conocidas en Europa y los Estados Unidos por su tolerancia a las heladas, y por su fruto  comestible en la especie del sur.
Semillas de Beilschmiedia tawa y Beilschmiedia bancroftii fueron usadas como fuente de alimento por los nativos de Nueva Zelanda y los aborígenes australianos respectivamente; siendo igualmente comestible el fruto de  la especie chilena Beilschmiedia berteroana.  
Las maderas de algunas especies son además consideradas muy valiosas.

## Especies
Contiene las siguientes especies (pero la lista podría estar incompleta):
- Beilschmiedia albiramea
- Beilschmiedia alloiophylla (Rusby) Kosterm.
- Beilschmiedia ambigua Robyns & R.Wilczek
- Beilschmiedia anacardioides (Engl. & K.Krause ) Robyns & Wilczek
- Beilschmiedia anay (S.F.Blake) Kosterm.
- Beilschmiedia appendiculata S.Lee & Y.T.Wei
- B. assamica (sin.: B. praecox)
- Beilschmiedia bancroftii
- Beilschmiedia baotingensis S.Lee & Y.T.Wei
- Beilschmiedia borneensis Merr.
- Beilschmiedia berteroana  (Gay) Kosterm. (belloto del sur)
- Beilschmiedia bracteata Robyns & R.Wilczek
- Beilschmiedia brachythyrsa H.W.Li
- Beilschmiedia brenesii C.K.Allen
- Beilschmiedia brevipaniculata C.K.Allen
- Beilschmiedia brevipes Ridl.
- Beilschmiedia bullata C.K.Allen
- Beilschmiedia castrisinensis
- Beilschmiedia costaricensis Mez & Pittier
- Beilschmiedia curviramea (Meisn.) Kosterm.
- Beilschmiedia cylindrica
- Beilschmiedia delicata S.K.Lee & Y.T.Wei
- Beilschmiedia dictyoneura
- Beilschmiedia elliptica
- Beilschmiedia emarginata H.W.Li
- Beilschmiedia erythrophloia, (Hayata)
- Beilschmiedia fasciata H.W.Li
- Beilschmiedia fordii, Dunn
- Beilschmiedia fluminensis Kosterm.
- Beilschmiedia furfuracea Chun & H. T. Chang
- Beilschmiedia gammieana
- Beilschmiedia gemmiflora Kosterm.
- Beilschmiedia giorgii Robyns & R.Wilczek
- Beilschmiedia glauca
- Beilschmiedia hondurensis Kosterm.
- Beilschmiedia immersinervis Sach.Nishida
- Beilschmiedia insignis Gamble
- Beilschmiedia intermedia
- Beilschmiedia javanica Miq.
- Beilschmiedia kunstleri Gamble
- Beilschmiedia kweo (Mildbr.) Robyns & Wilczek
- Beilschmiedia laevis
- Beilschmiedia letouzeyi
- Beilschmiedia linocieroides
- Beilschmiedia longipetiolata
- Beilschmiedia lucidula (Miq.) Kosterm.
- Beilschmiedia lumutensis Gamble
- Beilschmiedia macropoda
- Beilschmiedia madagascariensis
- Beilschmiedia madang, Blume , (Indonesia)
- Beilschmiedia maingayi
- Beilschmiedia malaccensis
- Beilschmiedia mayumbensis Robyns & R.Wilczek
- Beilschmiedia membranacea Gamble
- Beilschmiedia mexicana
- Beilschmiedia miersii (Gay) Kosterm. (belloto del norte)
- Beilschmiedia muricata H.T.Chang
- Beilschmiedia obconica
- Beilschmiedia obscurinervia H.T.Chang
- Beilschmiedia obtusifolia (Meisn.) F.Muell.
- Beilschmiedia oligandra
- Beilschmiedia ovalis (S.F.Blake) C.K.Allen
- Beilschmiedia pahangensis Gamble
- Beilschmiedia pauciflora
- Beilschmiedia penangiana Gamble
- Beilschmiedia pendula (Sw.) Hemsl., denominada en Cuba aceitunillo[5]
- Beilschmiedia peninsularis
- Beilschmiedia percoriacea C.K.Allen
- Beilschmiedia pergamentacea C.K.Allen
- Beilschmiedia preussii Engler
- Beilschmiedia punctilimba H.W.Li
- Beilschmiedia rigida (Mez) Kosterm.
- Beilschmiedia robusta C.K.Allen
- Beilschmiedia roxburghiana Nees
- Beilschmiedia rufohirtella H.W.Li
- Beilschmiedia sichourensis
- Beilschmiedia sikkimensis
- Beilschmiedia steyermarkii
- Beilschmiedia sulcata (Ruiz & Pav.) Kosterm.
- Beilschmiedia tarairi A.Cunn., (Taraire)
- Beilschmiedia tawa A.Cunn. Kirk, (Tawa)
- Beilschmiedia tooram
- Beilschmiedia tilaranensis Sach.Nishida
- Beilschmiedia tovarensis (Meisn.) Sach.Nishida
- Beilschmiedia tsangii Merr.
- Beilschmiedia tungfangensis
- Beilschmiedia ugandensis Rendle
- Beilschmiedia vermoesenii Robyns & Wilczek
- Beilschmiedia undulata
- Beilschmiedia velutina
- Beilschmiedia wangii C.K.Allen
- Beilschmiedia wightii
- Beilschmiedia yaanica (N.Chao) N.Chao
- Beilschmiedia yunnanensis Hu
- Beilschmiedia zapoteoides
- Beilschmiedia zeylanica Trimen